# Radinovo Brdo
Radinovo Brdo – wieś w Chorwacji, w żupanii zagrzebskiej, w gminie Žumberak. W 2011 roku liczyła 9 mieszkańców.